# Amadora
Amadora város Portugáliában, a Nagy-Lisszabon szubrégióban. Lakossága 175 ezer fő volt 2011-ben. Népességét tekintve Portugália negyedik legnépesebb városa. 

## Földrajz
Amadora a Lisszaboni agglomerációba tartozik.

### Éghajlat
Amadorának mediterrán éghajlata van forró, száraz nyarakkal és enyhe, csapadékos telekkel.

## Történelem
Jelentős bizonyítékok vannak a községben neolitikus településekről. Carenque nekropolisza három mesterséges barlangból áll, amelyek sírként szolgáltak Kr.e. 3000 körül. Amadorát eredetileg Porcalhotának nevezték el. A város lakóinak kérésére I. Károly Porcalhota, Amadora és Venteira településeket egy Amadora nevű városba olvasztotta össze. Amadora 1979. szeptember 17-én kapott városi rangot.

## Fő látnivalók

### A környéken
- Palacio Nacional e Jardins de Queluz (Nemzeti palota és a kertjei)

## Nevezetes szülöttei
- Beata Maria Clara do Menino Jesus (1843-1899),
- Ruy Roque Gameiro (1906-1935),
- Cruzeiro Seixas (* 1920),
- Vasco Callixto (* 1925),
- Maria José Valério (* 1933),
- Luís Mira Amaral (* 1945),
- António Garcia Barreto (* 1948),
- Jorge Jesus (* 1954),
- Rogério Samora (* 1958),
- Rui Guilhoto Loureiro (* 1960),
- João Baião (* 1963),
- José Miguel Ribeiro (* 1966),
- Teresa Salgueiro (* 1969), énekes
- Rui Costa (* 1972), focista
- Carla Chambel (* 1976), színész
- Valete (* 1981), rapper
- Ricardo André (* 1982), focista
- João Vítor Rocha de Carvalho Moreira (* 1986), focista

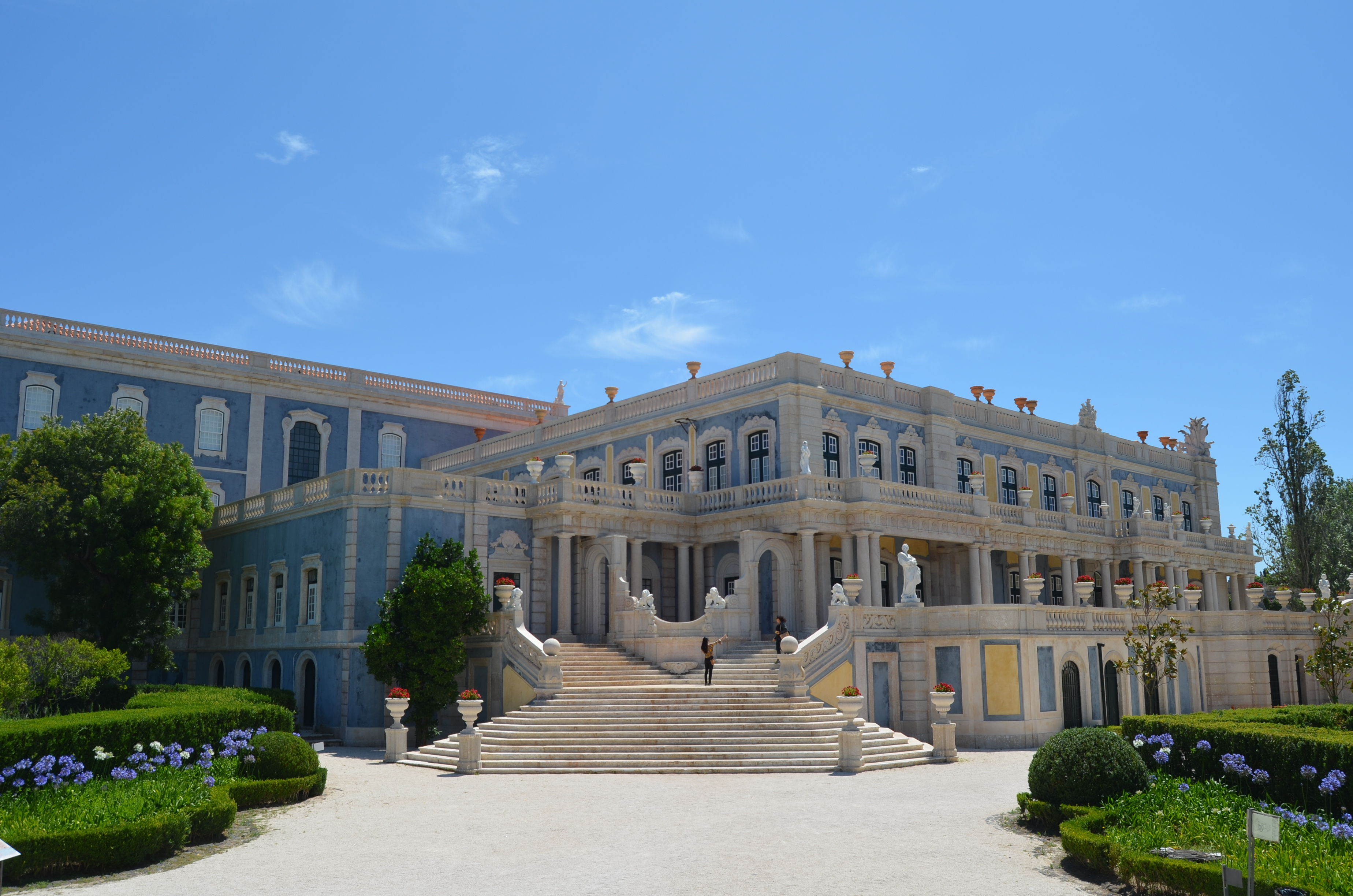
Palacio Nacional de Queluz

- Diogo Salomão (* 1988), focista

## Fordítás
Ez a szócikk részben vagy egészben  az   Amadora című német Wikipédia-szócikk fordításán alapul.  Az eredeti cikk szerkesztőit annak laptörténete sorolja fel. Ez a jelzés csupán a megfogalmazás eredetét és a szerzői jogokat jelzi, nem szolgál a cikkben szereplő információk forrásmegjelöléseként.